# Eupithecia lutulentaria
Eupithecia lutulentaria är en fjärilsart som beskrevs av Leo Schwingenschuss 1939. Eupithecia lutulentaria ingår i släktet Eupithecia och familjen mätare. Inga underarter finns listade i Catalogue of Life.